# Brussinocryptus orientalis
Brussinocryptus orientalis là một loài tò vò trong họ Ichneumonidae.